# Хохшильд, Арли Рассел
Арли Рассел Хохшильд (/ˈhoʊkʃɪld/, 15 января 1940 года) — социолог и писательница. Исследовала человеческие эмоции, лежащие в основе моральных убеждений, практик и общественной жизни в целом. Автор десяти книг, последняя — «Украденная гордость: утрата, стыд и подъём правых» (The New Press, 10 сентября 2024 г.). «Украденная гордость» — продолжение книги «Чужие на своей земле: гнев и траур по правым американцам», бестселлера по версии New York Times и финалиста Национальной книжной премии. Дерек Томпсон назвал книгу «Розеттским камнем» для понимания восхождения Дональда Трампа.
Арли Хохшильд продолжает социологическую традицию Чарльза Райта Миллса, строя связи между частными и общественными проблемами. Она пытается пролить свет на то, как мы распознаем, обращаем внимание, оцениваем, вызываем и подавляем эмоции — то есть управляем эмоциями. Арли Хохшильд применила этот подход к семье, работе и политике. Её произведения переведены на 17 языков. Она также является автором детской книги под названием «Колин — девочка-вопрос».
Является американским почётным профессором социологии Калифорнийского университета в Беркли.

## Биография
Арли Хохшильд родилась в Бостоне, штат Массачусетс, в семье Рут Ален (Либби) и Фрэнсиса Генри Рассела, дипломата, служившего в Израиле, Новой Зеландии, Гане и Тунисе. В своей книге 2016 года «Чужие на своей земле» Хохшильд сообщает, что её первый опыт общения и знакомства с людьми, отличающимися от неё, возник из её собственной детской идеи о том, что она «помощница папы» (вероятно, по её поздним размышлениям, сам он не разделял эту идею).
Вышла замуж за Адама Хохшильда (1965 год), в семье родилось двое сыновей, Дэвид и Габриэль. В 1964 году вместе с мужем боролась за гражданские права в Виксбурге, штат Миссисипи.

### Образование и академическая карьера
Арли Хохшильд окончила Суортмор-колледж (1962 год) по специальности «Международные отношения». Получила степень магистра (1965) и доктора философии (1969) в Калифорнийском университете в Беркли, к преподавательскому составу которого она присоединилась после преподавания в Калифорнийском университете в Санта-Круз с 1969 по 1971 год.

## Области исследований
Исследовала различные социальные миры:
- малообеспеченных жителей жилого комплекса для пожилых людей (книга «The Unexpected Community»),
- бортпроводников и коллекторов, которые выполняют эмоциональный труд" (книга The Managed Heart, «Управляемое сердце»)
- работающих родителей (книга «The Second Shift»)
- корпоративных сотрудников, сталкивающихся с культурой трудоголизма (книга «The Time Bind»).

Она также брала интервью у работников по уходу за детьми и пожилыми людьми, помощников по интернет-знакомствам, организаторов свадеб (The Outsourced Self) и филиппинских нянь, которые оставили своих детей, чтобы заботиться о детях из американских семей (Global Woman). Её сборник «Как дела в семье и другие эссе» ( 2013 год) включает в себя эссе об эмоциональном труде — когда он нам нравится, а когда нет?
Последние два исследовательских проекта были посвящены подъёму правых политических сил. Книга «Чужие на своей земле» основана на пятилетнем исследовании сторонников движения «Чаепитие» в Луизиане. Исследовались следующие вопросы:
- почему жители второго по бедности штата страны голосовали за кандидатов, которые сопротивлялись федеральной помощи
- почему штате с высоким уровнем загрязнения окружающей среды избиратели выбирали политиков, не желающих регулировать загрязняющие отрасли.

Книга Чужие на своей земле» стала финалистом Национальной книжной премии, а также вошла в десятку лучших научно-популярных книг десятилетия по версии Бостонской публичной библиотеки.
В книге «Украденная гордость: утрата, стыд и подъём правых» жители самого белого и второго по бедности избирательного округа США сталкиваются с проблемами:
- рабочие места в угольной промышленности исчезли
- наркокризис
- В 2017 году в город должен был направиться марш белых националистов — как оказалось, репетиция смертоносного марша Unite the Right, который вскоре должен был состояться в Шарлоттсвилле, штат Вирджиния.

Став политическим центром страны, округ проголосовал за Дональда Трампа на 80 % в 2016 и 2020 годах.

### Эмоции в социальной жизни: правила чувств и эмоциональный труд
Хохшильд предполагает, что человеческие эмоции — радость, печаль, гнев, восторг, ревность, зависть, отчаяние — отчасти являются социальными. Каждая культура предоставляет своим членам прототипы чувств. Так, у таитян слово «болезнь» обозначает то, что в других культурах может соответствовать зависти, депрессии, горю или печали.
В своей книге The Managed Heart(«Управляемое сердце») Хохшильд цитирует чешского писателя Милана Кундеру, который пишет, что чешское слово «litost» обозначает неопределенную тоску, смешанную с раскаянием и горем — совокупность чувств, не имеющих эквивалента ни в одном другом языке. Она отмечает, что только чехов приглашают проявить и подтвердить это чувство.
Люди пытаются чувствовать то, что хотят или думают, что должны чувствовать, основываясь на социально установленных правилах чувств и посредством эмоционального труда.
В книге «Управляемое сердце» Хохшильд описывает обучение бортпроводников контролю чувств пассажиров во время турбулентности и опасных ситуаций, с подавлением при этом собственного страха. Коллекторов также обучают представлять должников ленивыми или нечестными, вызывающими подозрения и страх. По мере роста числа рабочих мест в сфере услуг растут и различные формы эмоционального труда. Арли утверждает, что в эпоху COVID-19 многие работники выполняли эмоциональную работу, подавляя повышенную тревогу за собственное здоровье и здоровье своих семей, одновременно сталкиваясь со страхом, тревогой, а иногда и с враждебностью общественности.
Арли утверждает, что эмоциональный труд стал глобальным. В своем эссе «Любовь и золото» в журнале Global Woman она описывает иммигрантов-работников по уходу за больными, которые оставляют своих детей и пожилых людей на Филиппинах, в Мексике или в других странах глобального Юга. Такие работы требуют от работников:
- справляться с горем и страданиями, связанными с долгой разлукой с семьёй
- пытаться чувствовать тёплую привязанность к детям и старикам, о которых они ежедневно заботятся.

Хохшильд описывает такую модель как глобальную сеть по уходу.

### Работа и семья
Хохшильд применяет свой взгляд на эмоции к американской семье. В книге «Вторая смена» она утверждает, что семья застряла в «застопорившейся революции». Большинство матерей работают за зарплату вне дома; это и есть революция. Но работа, которую они выполняют, и мужчины, к которым они возвращаются домой, не изменились так быстро и кардинально, как женщины. Кто, спрашивает она, кому благодарен и за что?
В своей книге "Связь времени " Хохшильд изучала родителей, работающих в компании из списка Fortune 500, которые столкнулись с серьёзным противоречием. С одной стороны они ставили семью на первое место. Однако получали помощь, когда она была нужна или вознаграждение за то, что делали — на работе (около 20 процентов отвечающих). Для них «семья становится работой, а работа приобретает атмосферу и тон семьи».
В интервью журналу Journal of Consumer Culture («Журнал потребительской культуры») Хохшильд описывает, какую роль капитализм играет в нашем «воображаемом я» — я, которым мы были бы, если бы у нас было время.

### Теория разъединения
В своих ранних работах Хохшильд критиковала теорию разъединения в процессе старения, согласно которой индивид переживает социальную смерть прежде, чем он переживёт физическую смерть. В противовес этой теории, в своей докторской диссертации «Неожиданное сообщество», она обнаружила среди оживленной группы пожилых жителей дома престарелых культуру постоянного взаимодействия. Она сделала вывод, что во всем мире люди различаются по своим идеалам старения, по правилам чувств, которые они применяют к жизни, и могут даже различаться по самому опыту смерти.

## Награды и признание
Хохшильд получила почетные степени:
- Гарвардского университета (2021), Университета Лозанны, Швейцария (2018), Вестминстерского колледжа, Пенсильвания (2018), Университета Маунт-Сент-Винсент, Канада (2013), Университета Лапландии, Финляндия (2012), Университета Ольборга, Дания (2004), Университета Осло, Норвегия (2000) и колледжа Суортмор (1993).
- Медаль Улисса от Университетского колледжа Дублина, Ирландия (2015)
- Медаль Гельмгольца от Берлинско-Бранденбургской академии наук и гуманитарных наук в 2024 году[9]
- Была включена в Зал славы Калифорнии (2022).

## Дальнейшее чтение
- Greco, Monica, Carmen Leccardi, Roberta Sassatelli and Arlie Hochschild. "Roundtable on and with A. R. Hochschild, Rassegna Italiana di Sociologia, " October/December 2014, pp. 819—840.
- Mazzarela, Marete. 2014. "How to Turn Emotions into Capital, " Svenska Dagbladet (February 27).
- Smith, Stephen. 2014. "Arlie Russell Hochschild: Spacious Sociologies of Emotion, " Oxford Handbook of Sociology, Social Theory, and Organization Studies: Contemporary Currents, (edited by Paul Adler, Paul du Gay, Glenn Morgan and Mike Reed).
- Introduction by A. Grandey, in Emotional Labor in the 21st Century: Diverse Perspectives on Emotion Regulation at Work (2013) by Grandey, A., Diefendorff, J.A., & Rupp, D. (Eds.). New York, NY: Psychology Press/Routledge.
- Kimmel, Sherri. 2013. "A Playful Spirit, " Swarthmore College Bulletin, April, A Playful Spirit — Swarthmore College Bulletin.
- Koch, Gertraud, & Stephanie Everke Buchanan (eds). 2013. Pathways to Empathy: New Studies on Commodification, Emotional Labor and Time Binds. Campus Verlag-Arbeit und Alltag, University of Chicago Press. (The book is based on papers given at an "International Workshop in Honour of Arlie Russell Hochschild, " Zeppelin University, Friedrichshafen, Germany (November 12-13, 2011).)
- Garey, Anita Ilta and Karen V. Hansen. 2011. «Introduction: An Eye on Emotion in the Study of Families and Work.» pp. 1-14 in At the Heart of Work and Family: Engaging the Ideas of Arlie Hochschild, edited by Anita Ilta Garey and Karen V. Hansen. New Brunswick: NJ.
- Wharton, Amy S. 2011. «The Sociology of Arlie Hochschild», Work and Occupations, 38(4), pp. 459—464.
- Alis, David. 2009. «Travail Emotionnel, Dissonance Emotionnelle, et Contrefaçon De I’Intimité: Vingt-Cinq Ans Après La Publication de Managed Heart d’Arlie R. Hochschild.» in Politiques de L’Intime, edited by I. Berrebi-Hoffmann. Paris, France: Editions La Decouverte.
- Sakiyama, Haruo. 2008. «Theoretical Contribution of Arlie Hochschild» (in Japanese). In Japanese Handbook of Sociology, edited by S. Inoue and K. Ito. Kyoto, Japan: Sekai-Shiso-Sya
- Farganis, James. 2007. Readings in Social Theory: The Classic Tradition to Post-Modernism. Boston, MA: McGraw-Hill.
- Wilson, N. H., & Lande, B. J. 2005. Feeling Capitalism: A Conversation with Arlie Hochschild. Sage Publications, Ltd.
- Skucinska, Anna. 2002. «Nowe Obszary Utowardowienia» (in Czech).
- Adams, Bert N. and R.A. Sydie. 2001. Sociological Theory. Thousand Oaks, CA: Pine Forge Press.
- Hanninen, Vilma, Jukka Partanen, and Oili-Helena Ylijoki, eds. 2001. Sosiaalipsykologian Suunnannäyttäjiä. Tampere, Finland: Vastapaino.
- Smith, Stephen Lloyd. 1999. "Arlie Hochschild: Soft-spoken Conservationist of Emotions: Review and Assessment of Arlie Hochschild’s work, " in Soundings, Issue 11 — Emotional Labour, Spring 1999, pp. 120—127.
- Williams, Simon J. 1998. Chapter 18. pp. 240—251 in Key Sociological Thinkers, edited by R. Stones. New York: New York University Press.

- Страница Арли Рассела Хохшильда в Калифорнийском университете в Беркли
- Биография в контексте
- Жизнь на аутсорсинге (NYTimes.com: 5 мая 2012 г.)
- Ключевые педагогические мыслители
- Эмоциональный труд по всему миру: интервью с Арли Хохшильд
- Что движет сторонниками Трампа? : Социолог Арли Рассел Хохшильд о гневе и трауре правых
- Арли Рассел Хохшильд о «Чужих на своей земле: Гнев и траур в Америке», часть 2
- «Дома в районе Дорианс-Пат находятся в зоне повышенного риска. Почему они стоят так дорого?» (The New York Times, 4 сентября 2019 г.)
- «Как уничтожается белый рабочий класс» (The New York Times, 17 марта 2020 г.)
- Когда пандемия поражает американцев, которые уже страдают (The New York Times, 20 марта 2020 г.)